# Iguguno
Iguguno ist ein ländlicher Verwaltungsbezirk (englisch Ward) des Distrikts Mkalama in der tansanischen Region Singida.

## Geografie
Iguguno ist ein Bezirk im nördlichen Zentralteil von Tansania etwa 30 Kilometer Luftlinie nördlich der Regionshauptstadt Singida. Das größte Gewässer ist der Ndurumo, ein Nebenfluss des Sibiti.
Das Klima in Iguguno ist ein lokales Steppenklima, BSh nach der effektiven Klimaklassifikation. Die geringen Niederschläge von 707 Millimeter im Jahr fallen überwiegend in der Zeit von November bis April, von Juni bis September regnet es kaum. Die Durchschnittstemperatur schwankt zwischen 19,7 Grad Celsius im Juli und 23 Grad im Oktober.
Bei der Volkszählung 2022 lebten 19.132 Menschen in 4022 Haushalten auf einer Fläche von 105 Quadratkilometern.
Der Bezirk grenzt im Süden und im Osten den Distrikt Singida (DC) und sonst an drei Bezirke des Distrikts Mkalama:
| Kinyangiri |                                             | Kikhonda |
| Tumuli     | Kompassrose, die auf Nachbargemeinden zeigt | Ughandi  |
|            | Msisi                                       |          |

## Gliederung
Der Bezirk besteht aus drei Gemeinden (swahili Mtaa) mit 18 Orten (Kitongoji):
| Iguguno - Iguguno Mashariki - Iguguno Magharibi - Iguguno Shamba - Sophia - Mwanangila - Mwandu | Lukomo - Mighunga - Musoma - Milangali - Itumba A - Itumba B - Nyeri - Kisubihu - Kigongo | Senene - Shuleni - Kibololo - Reli - Mbuyuni |

## Infrastruktur
- Bildung: Die Iguguno Secondary School ist eine staatliche weiterführende Schule, die Tages- und Internatsschüler bis zur 4. Stufe ausbildet.[8]
- Gesundheit: In der Kleinstadt Iguguno befinden sich eine private[9] und eine staatliche Apotheke,[10] in der Gemeinde Lukomo ebenfalls eine staatliche Apotheke.[11]
- Verkehr: Durch den Südwesten des Bezirks verläuft die asphaltierte Nationalstraße T3, die Singida mit Tabora verbindet.[12]